# Kasteel Upladen
De burcht Upladen (ook wel Opladen of Uplathe) is een voormalig mottekasteel in de Nederlandse plaats Zeddam, provincie Gelderland. Aangenomen wordt dat de grotendeels kunstmatige heuvel Montferland het restant van deze burcht is.

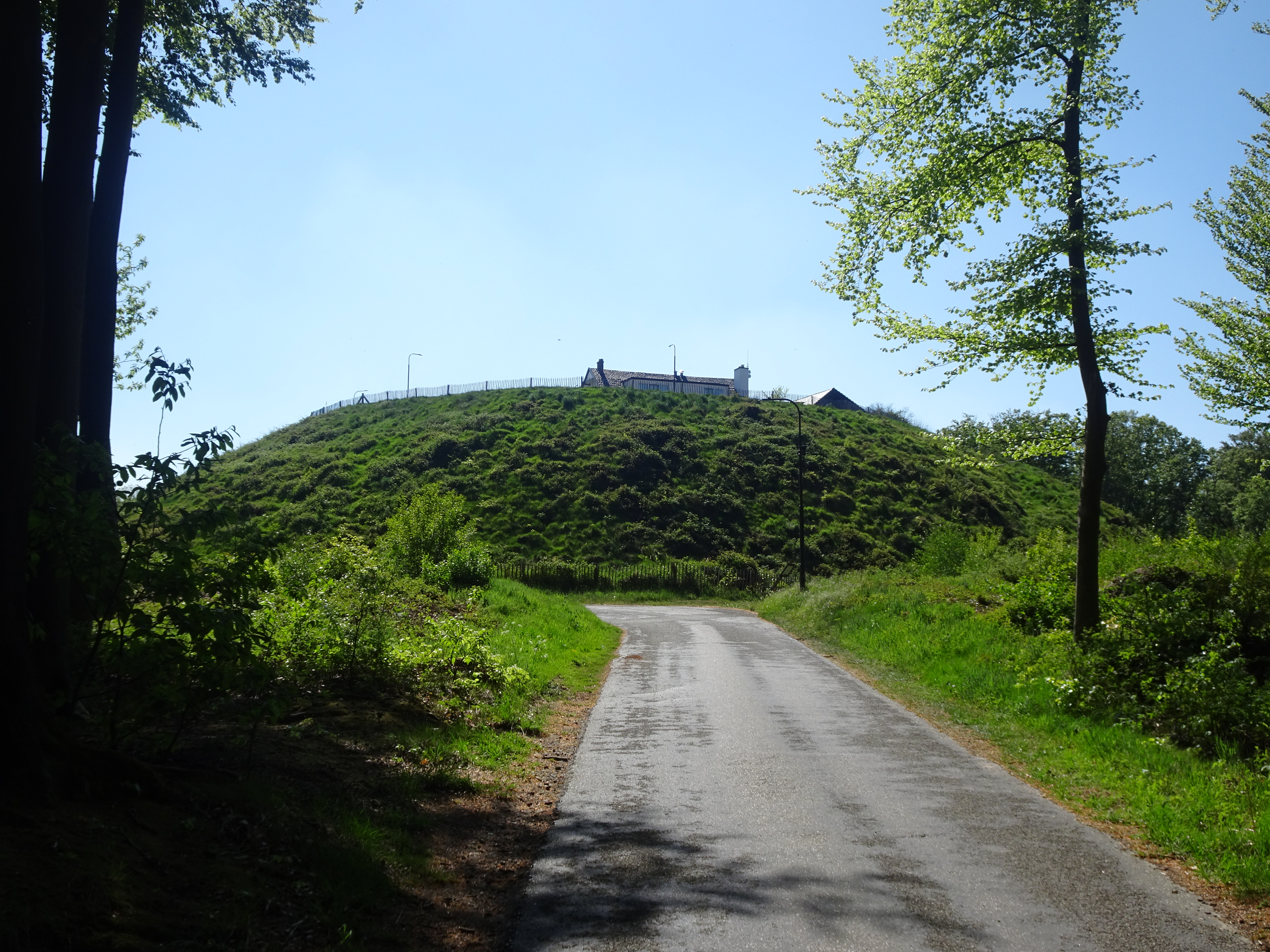
Motte Montferland

## Balderik en Adala
Wie Upladen eind 10e eeuw heeft gebouwd is onduidelijk. De oorspronkelijk houten vesting is vooral bekend van Adala van Hamaland, de dochter van Wichman van Elten. In 1016 werd graaf Wichman van Vreden - die net met Adala's echtgenoot Balderik vrede had gesloten - na een verblijf op Upladen ergens in de omgeving vermoord. De verdenking viel op het echtpaar. Balderik wist te ontkomen, maar Adela verdedigde de burcht tegen bisschop Adelbold II van Utrecht. Uiteindelijk kreeg hij de burcht in handen en liet alles met de grond gelijk maken.
In de 12e eeuw zou Constantijn van Melegarde de heerlijkheid Bergh ontvangen, waarmee de motteheuvel werd bedoeld.

## Onderzoek
In 1918 werden opgravingen verricht door J.H. Holwerda, waarbij de restanten van een ringwalburcht met stenen ringmuur werden aangetroffen. In 1960 vonden nieuwe opgravingen plaats onder J.G.N. Renaud. De bovenzijde van de motte had een afmeting van 60 bij 90 meter. Hierop stonden een vierkante tufstenen toren, een hutkom en een houten gebouw. Rondom het plateau lag een tufstenen ringmuur. Rondom de heuvel lag een gracht met twee aarden wallen, waarvan één een houten palissade had. Er was tevens een voorburcht aanwezig.
De tufstenen toren zou pas in de 13e eeuw zijn gesloopt.

## Alpertus van Metz
De locatie Montferland komt niet overeen met de beschrijving van de ligging van Oplade door Alpertus van Metz. Hij meldde dat het kasteel op een locatie "Oprijzend uit de vlakte" stond, terwijl het hier gaat om een heuvel te midden van het heuvelland. De burcht Houberg is daarom ook wel eens aangemerkt als de locatie van Upladen.
Wat wel overeenkomt in zijn beschrijving, in de opmerking dat het om een bestaande heuvel gaat die kunstmatig is opgehoogd.

## Verdere literatuur
- De kroniek De diversitate temporum van Alpertus van Metz.